# 卡波洛纳
卡波洛纳（義大利語：Capolona），是意大利阿雷佐省的一个市镇。总面积47.34平方公里，人口5410人，人口密度114.3人/平方公里（2009年）。ISTAT代码为051006。